# Episodi di Liv e Maddie (quarta stagione)
La quarta stagione della serie televisiva Liv e Maddie (intitolata Liv e Maddie: California Style) è stata trasmessa in prima visione assoluta negli Stati Uniti dal canale pay Disney Channel dal 23 settembre 2016 al 24 marzo 2017.
In Italia è andata in onda dal 3 aprile 2017 al 28 gennaio 2018 su Disney Channel.
Nota: in questa stagione Lauren Lindsey Donzis entra a far parte del cast principale in seguito all'uscita di Benjamin King dalla serie dopo la terza stagione a causa della malattia di Crohn e Lauren Lindsey Donzis interpreta Ruby, la cugina di Liv e Maddie.
| nº | Titolo originale          | Titolo italiano                     | Prima TV USA      | Prima TV Italia  |
| -- | ------------------------- | ----------------------------------- | ----------------- | ---------------- |
| 1  | Sorta Sisters-a-Rooney    | Le quasi sorelle Rooney             | 23 settembre 2016 | 3 aprile 2017    |
| 2  | Linda & Heather-a-Rooney  | Linda e Heather Rooney              | 30 settembre 2016 | 4 aprile 2017    |
| 3  | Scare-a-Rooney            | Paura Rooney                        | 14 ottobre 2016   | 31 ottobre 2017  |
| 4  | Sing It Louder!!-a-Rooney | Sing It Louder!                     | 18 novembre 2016  | 5 aprile 2017    |
| 5  | Slumber Party-a-Rooney    | Il pigiama party della Rooney       | 25 novembre 2016  | 6 aprile 2017    |
| 6  | Cali Christmas-a-Rooney   | Un Natale californiano per i Rooney | 2 dicembre 2016   | 19 dicembre 2017 |
| 7  | Standup-a-Rooney          | Una sfida alla Rooney               | 6 gennaio 2017    | 7 aprile 2017    |
| 8  | Roll Model-a-Rooney       | La gara Rooney                      | 13 gennaio 2017   | 10 aprile 2017   |
| 9  | Falcon-a-Rooney           | Il Falco Rooney                     | 20 gennaio 2017   | 11 aprile 2017   |
| 10 | Ex-a-Rooney               | L'ex di Rooney                      | 27 gennaio 2017   | 12 aprile 2017   |
| 11 | Tiny House-a-Rooney       | La mini casa Rooney                 | 17 febbraio 2017  | 13 aprile 2017   |
| 12 | Big Break-a-Rooney        | La grande occasione di Joey Rooney  | 24 febbraio 2017  | 21 gennaio 2018  |
| 13 | Sing It Live!!!-a-Rooney  | Sing It Live, Rooney                | 3 marzo 2017      | 14 aprile 2017   |
| 14 | Voice-a-Rooney            | Ritrova la voce, Rooney             | 17 marzo 2017     | 14 gennaio 2018  |
| 15 | End-a-Rooney              | Il finale dei Rooney                | 24 marzo 2017     | 28 gennaio 2018  |